# Šehzade Mahmud (syn Mehmeda III.)
Şehzade Mahmud (1587? – 7. července 1603 Istanbul) byl osmanský princ, syn sultána Mehmeda III. a jeho první manželky Halime Sultan. Zároveň byl bratrem budoucích sultánů Ahmeda I. a Mustafy I.

## Mládí
Mahmud se narodil v paláci v Manise v době, kdy byl jeho otec ještě princem a guvernérem provincie Saruhan. Jeho matkou byla konkubína Halime Sultan. Společně se svými bratry vzděláván Mustafou Efendim, který byl jejich otcem vybrán jako učitel jeho potomků v roce 1592. Když sultán Murad III. v roce 1595 zemřel, jeho otec nastoupil na trůn jako sultán Mehmed III., s nímž odešel do Istanbulu. Při nástupu na trůn jeho otec nařídil popravu jeho devatenácti bratrů.

## V Istanbulu
V Istanbulu byl Mahmud velmi oblíbený mezi janičáři. Mahmud toužil převzít roli válečného prince, což jeho otce znepokojovalo, ale sám se kvůli své nadváze vést válečnou výpravu neodvážil. Sultán se obával, že mladí lidé budou podporovat jeho syna a on ztratí moc a kontrolu nad říší. Ve snaze rozptýlit otcovy obavy, ho Mahmud požádal o velení armády ve války se Safíovci, ale od toho se ho snažil odradit bratr Ahmed, který se snažil urovnat vztahy. V říši ve skutečnosti vládla Safiye Sultan, sultánova babička a Valide sultan, která sultána ovládala, což Mahmuda znepokojovalo, protože se domníval, že to může znamenat rozpad říše. U babičky nebyla oblíbená ani jeho matka Halime.
Podle turecké tradice byli všichni princové posíláni do provincií jako guvernéři, aby se připravovali na možnou vládu. Nicméně Mahmud byl mladý a stále nebyl obřezán, navíc ve většině provincií probíhaly vzpoury, které způsoboval dlouhotrvající válka s Habsburky. V tomto období se v hlavním městě začaly šířit pomluvy, že se chystá otrava sultána Mehmeda, který měl být poté nahrazen Mahmudem. Na radě vezírů se také často jednalo o nástupnictví po sultánovi, při němž se vezíři rozdělili na dva tábory. Jeden si přál na trůnu Mahmuda, druhý zase Ahmeda. Další z rychle se šířících pomluv byla, že se Mahmud snaží co nejrychleji odejít do provincie, kde by shromáždil armádu a svého otce z trůnu svrhnul.
Jeho pověrčivá matka situaci ještě ztížila psaným dopisem, určeným náboženskému věštci, v němž vznesla dotaz, zda se její syn stane sultánem a jak dlouho ještě potrvá vláda současného sultána. Věštec na dopis odpověděl, avšak eunuchové tuto zprávu předali sultánovi a Safiye Sultan. Zpráva pravila, že Mehmed zemře do šesti měsíců, ale není jistá, zda to bude převrat či přirozená smrt. Její syn byl otce nahradil. Safiye poradila sultánovi, aby svého syna uvěznil. Mahmud neměl o spiknutí ani potuchy.

## Uvěznění
Sultán svoji matku poslechl a Mahmuda uvěznil a nechal mučit. Po dvou dnech byl znovu bičován, celkem dostal 500 ran bičem, ale své úmysly nevyzradil. Poté povolali k výpovědi jeho matku, která se k dopisu přiznala s tím, že Mahmud o dopise nevěděl, jen chtěla znát osud svého syna. Její výpovědi nevěřili. Sultán se rozhodl konzultovat celou záležitost s velkovezírem Yemişçi Hasan Pašou a muftím Ebulmeyaminem Mustafou Efendim, zda může svého syna nechat popravit. Muftí se domníval, že by nebylo vhodné jeho syna popravit bez svědků, kteří by ho jeho vinu potvrdili.

## Poprava
Mahmud byl popraven 7. června 1603 čtyřmi popravčími v harémovém pokoji, zatímco jeho otec Mehmed vyčkával za dveřmi pokoje. Po popravě se sultán přesvědčil, zda je jeho syn skutečně mrtvý. Po smrti zůstali dva dědicové, budoucí sultáni Ahmed I. a Mustafa I. Všichni příznivci Mahmuda byli hozeni do moře. Ve městě kolovaly zvěsti, že popravena byla i jeho matka, ale ve skutečnosti byla na konci června poslána do starého paláce. Mahmud byl po smrti vzpomínán jako kurážný a žárlivý, mezi janičáři zůstal v oblibě jako ambiciózní princ, který nedosáhl svého cíle.

## Následky
Mehmed III. zemřel dne 22. prosince 1603, tedy skutečně o šest měsíců později. Podle zdrojů byl příčinou úmrtí prodělaný šok ze smrti syna Mahmuda. Na trůn nastoupil Mahmudův mladší bratr Ahmed I. Na přání Ahmeda byl Mahmudovi znovu vystrojen pohřeb se všemi poctami a obřady. Jeho ostatky byly přeneseny do Princovy mešity. Poté Safiyi Sultan nechal poslat do starého paláce a zbavil ji veškeré moci. Spolu s ní poslal i svého bratra Mustafu, místo obvyklé popravy dalších mužských potomků v dynastii. Vyměnil také černého eunucha Abdürrezzaka Agu za nového Cevhera Agu, protože i on ve smrti Mahmuda sehrál důležitou roli.